# Åsunden (Östergötland)
Åsunden ist ein See in der schwedischen Gemeinde Kinda in Östergötlands län. Der Åsunden gehört zum Wassersystem des Stångån. Die Fläche des Sees beträgt 52,58 km². Die maximal Tiefe liegt bei 62 m. Am Åsunden beginnt der Kinda-Kanal, welcher nach 80 km im Göta-Kanal endet.